# 조언형 묘갈명 조식 친필
조언형 묘갈명 조식 친필(曺彦亨 墓碣銘 曺植 親筆)은 대한민국 경상남도 진주시 경상대학교에 있는, 남명 조식이 그의 부친 조언형을 위해 지은 글이다. 2019년 8월 1일 경상남도의 유형문화재 제649호로 지정되었다.

## 개요
이 묘갈명 친필은 남명 조식이 그의 부친 조언형을 위해 지은 글이다. 본 묘갈명이 새겨진 비석은 합천군 삼가면 하판리의 조언형 묘소 앞에 세워져 있으며, 경상남도 유형문화재 제410호로 지정되어 있다. 남명 조식이 한국유학사에서 가지는 위상과 남명 조식의 친필 원고가 소수가 남아있는 귀중한 자료이다.

## 같이 보기
- 합천 조언형 묘갈 - 경상남도 유형문화재 제410호

## 참고 문헌
- 조언형 묘갈명 조식 친필 - 국가유산청 국가유산포털